# Октант (созвездие)
Окта́нт (лат. Octans) — маленькое и очень тусклое созвездие южного полушария неба, включающее Южный полюс мира.

## История
Октант — одно из четырнадцати созвездий, опубликованных французским астрономом Никола Луи де Лакайлем в 1754 году; он же в 1756 предложил французское название «l’Octans de Reflexion», в переводе «отражающий октант». Позднее, в 1763 году, Лакайль упростил и латинизировал название. Октант — угломерный навигационный инструмент, подобный секстанту, но с делением лимба на восемь частей. Созвездие названо в честь изобретателя октанта английского оптика Джона Хэдли; иногда использовалось название «Октант Хэдли». С созвездием не связано никакой мифологии, частично из-за его тусклости и относительно недавнего обнаружения, но в основном из-за его крайне южной широты.

## Характеристики
Занимает на небе площадь в 291,0 квадратного градуса и содержит 56 звёзд, видимых невооружённым глазом. На территории России не наблюдается: поскольку Октант содержит южный полюс мира, то полная видимость созвездия возможна только на территории Южного полушария, частичная — от экватора до 15° северной широты.
В этом созвездии присутствует звезда, указывающая на южный полюс мира — σ Октанта, видимая невооружённым глазом (звёздная величина 5,5), но она настолько тусклая, что не может быть использована для навигации.
Исследователи Техасского университета (Арлингтон) пришли к заключению, что двойная звёздная система ν Октанта содержит планету, обращающуюся по ретроградной орбите.